# 389 (numero)
Trecentottantanove (389) è il numero naturale dopo il 388 e prima del 390.

## Proprietà matematiche
- È un numero dispari.
- È un numero difettivo.
- È un numero primo.
  - È un numero primo di Eisenstein.
  - È un numero altamente cototiente.
- È un numero strettamente non palindromo.
- È un numero omirp.
- È parte delle terne pitagoriche (228, 325, 397), (397, 78804, 78805).
- È un numero colombiano nel sistema numerico decimale.
- È un numero malvagio.
- È un numero congruente.

## Astronomia
- 389P/Siding Spring è una cometa periodica del sistema solare.
- 389 Industria è un asteroide della fascia principale del sistema solare.

- NGC 389 è una galassia lenticolare della costellazione di Andromeda.

## Astronautica
- Cosmos 389 è un satellite artificiale russo.